# 춘천 김정묘역 문인석
춘천 김정묘역 문인석(春川 金鼎墓域 文人石)은 대한민국 강원특별자치도 춘천시 칠전동에 있는 고려시대의 문신인 김정 선생의 묘역에 있는 1쌍의 문인석이다. 1998년 9월 5일 강원특별자치도의 문화재자료 제125호로 지정되었다.

## 개요
고려시대의 문신인 김정 선생의 묘역에 있는 1쌍의 문인석이다.
김정은 고려 공민왕 때 양광, 전라도 찰방사, 대호군을 역임하였으며 고려 후기 신돈의 개혁정치에 참여했던 인물이다. 공민왕 20년(1371) 신돈이 축출되자 유배되었고 그 후의 행적은 알 수 없으며, 다만『신증동국여지승람』과『광주목지』에 중대광 광성군에 봉하여졌다는 기록이 있을 뿐이다.
이 문인석 2기는 동일한 수법으로 조각하였는데, 다른 문인석들에 비해 규모가 작다. 머리에는 장식이 없는 낮은 관모를 쓰고, 눈·코·입은 얇은 선으로 표현하였으며 두 손에는 신하들이 임금을 뵐 때 손에 쥐던 홀(笏)을 들고 있다.
묘역에는 문인석 이외에도 망주석 1쌍과 선생의 묘비가 마련되어 있는데, 문인석을 제외한 나머지는 모두 최근에 세운 것이다.

## 갤러리

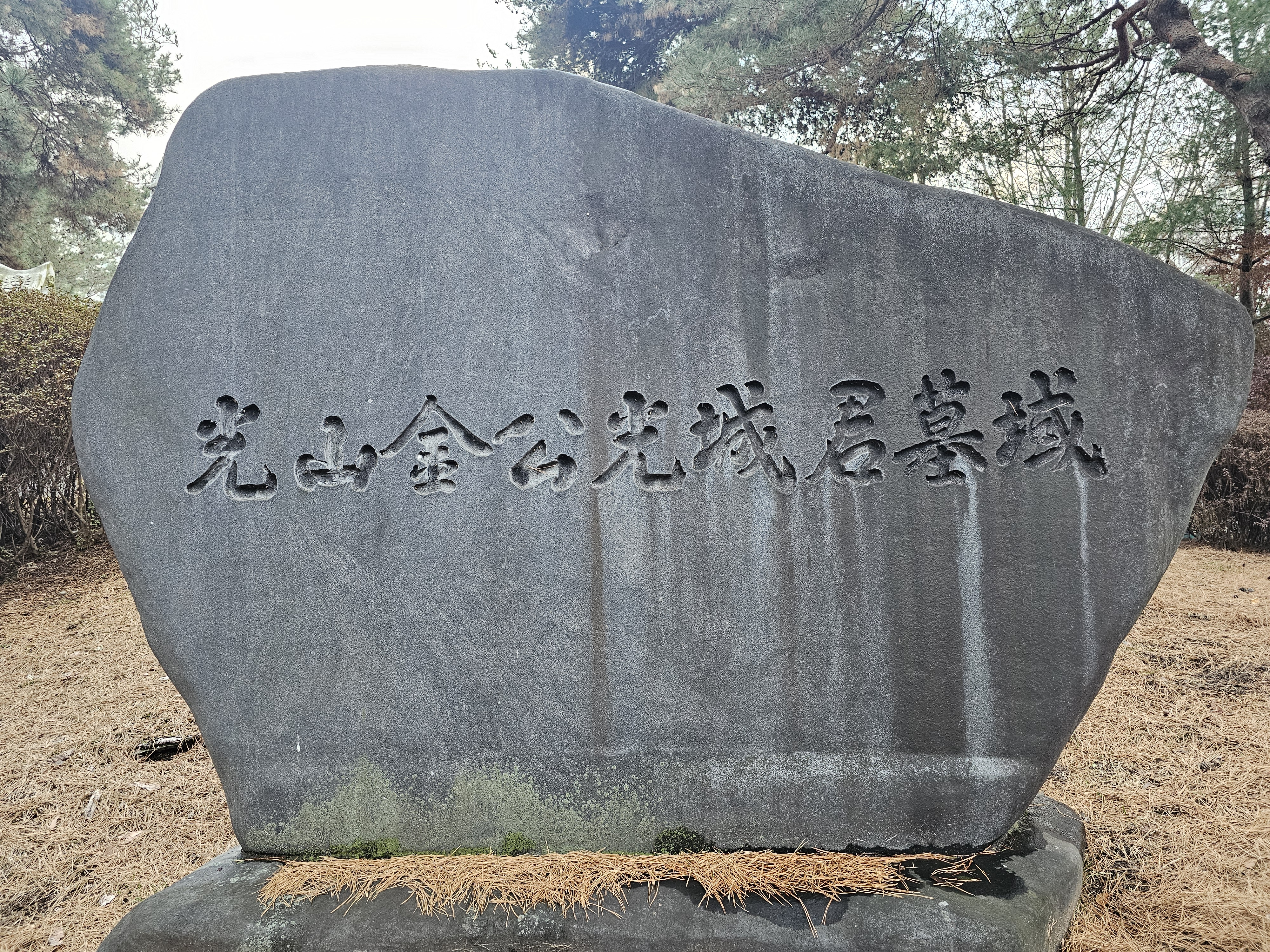
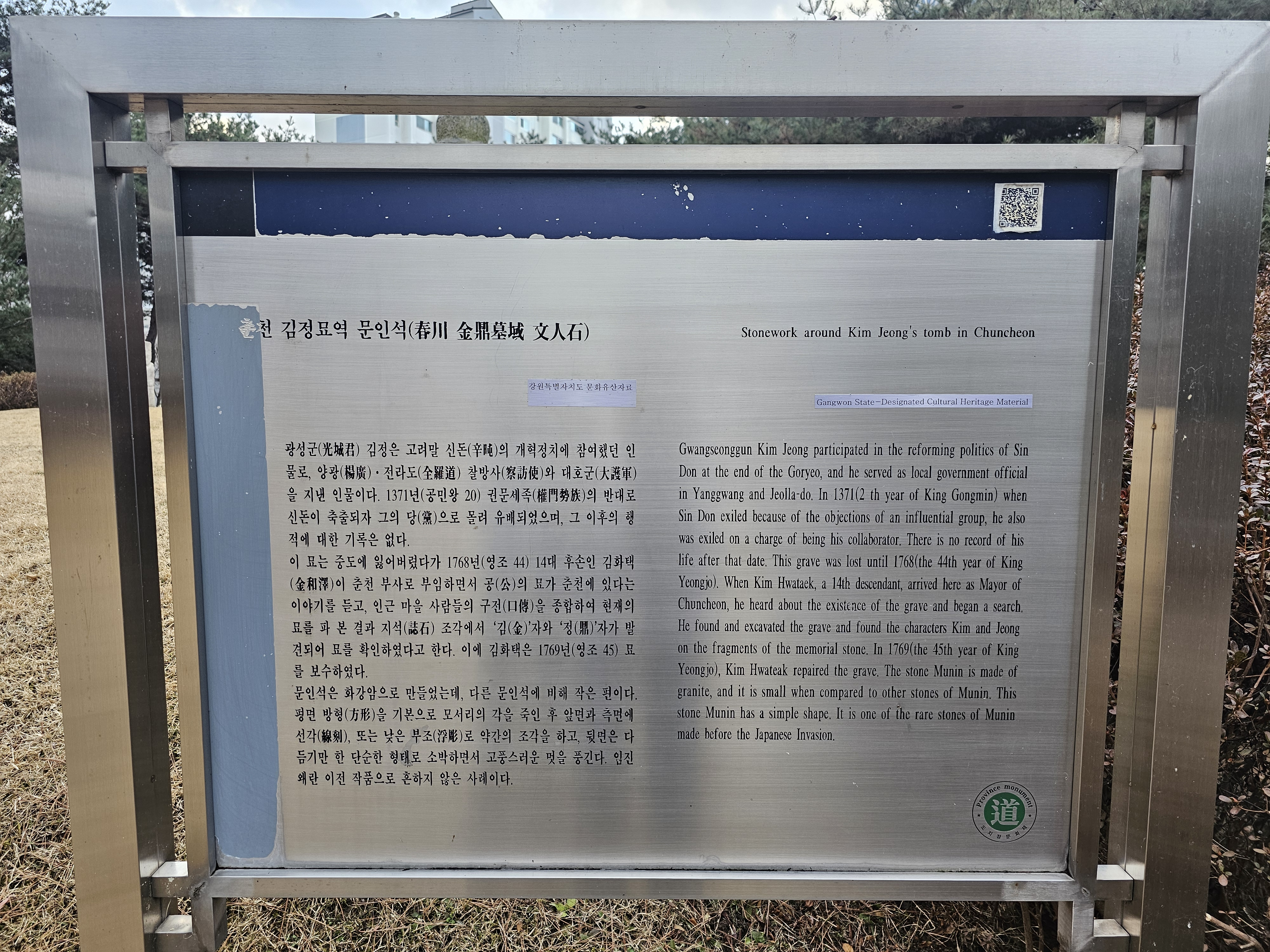
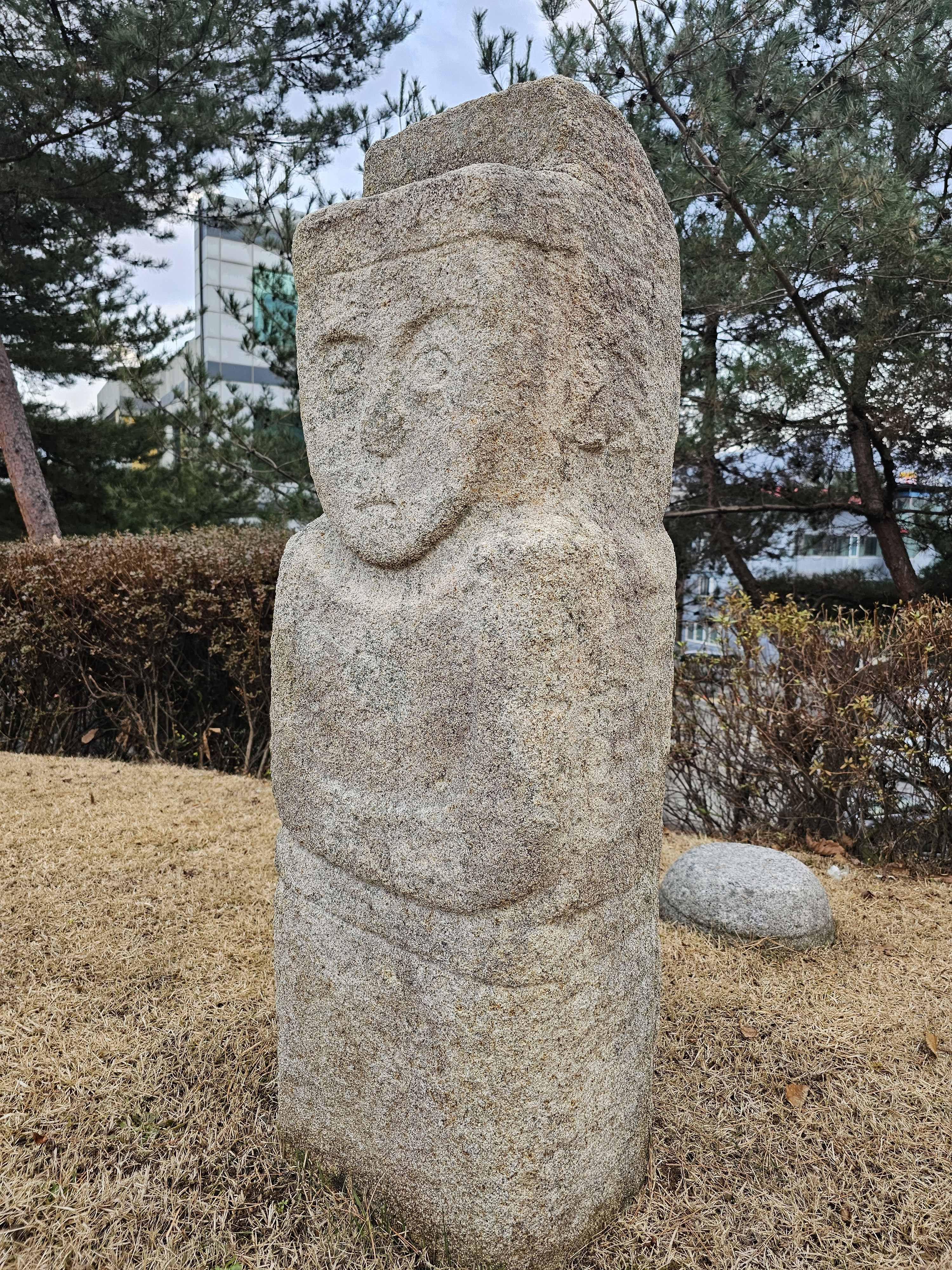
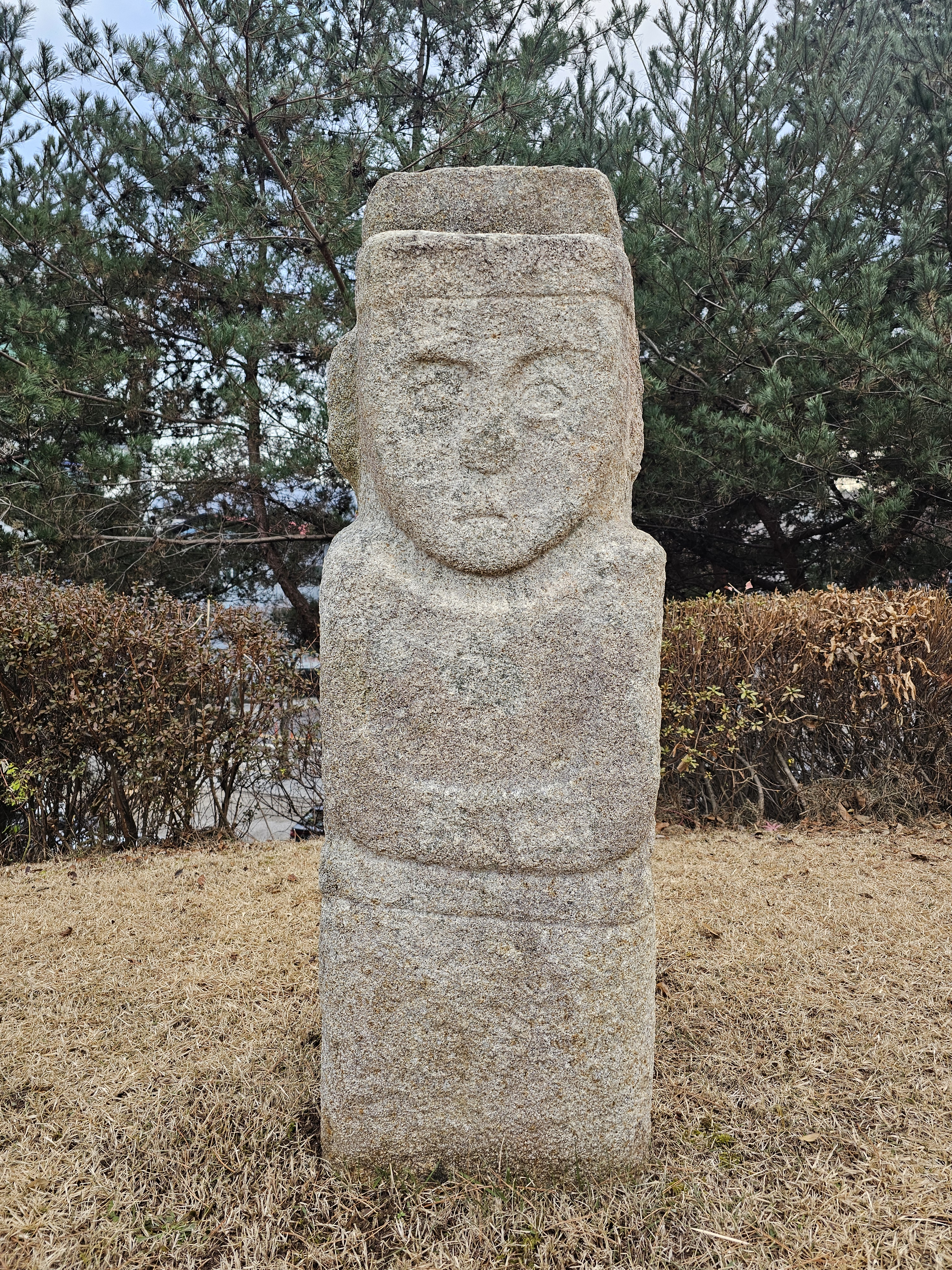
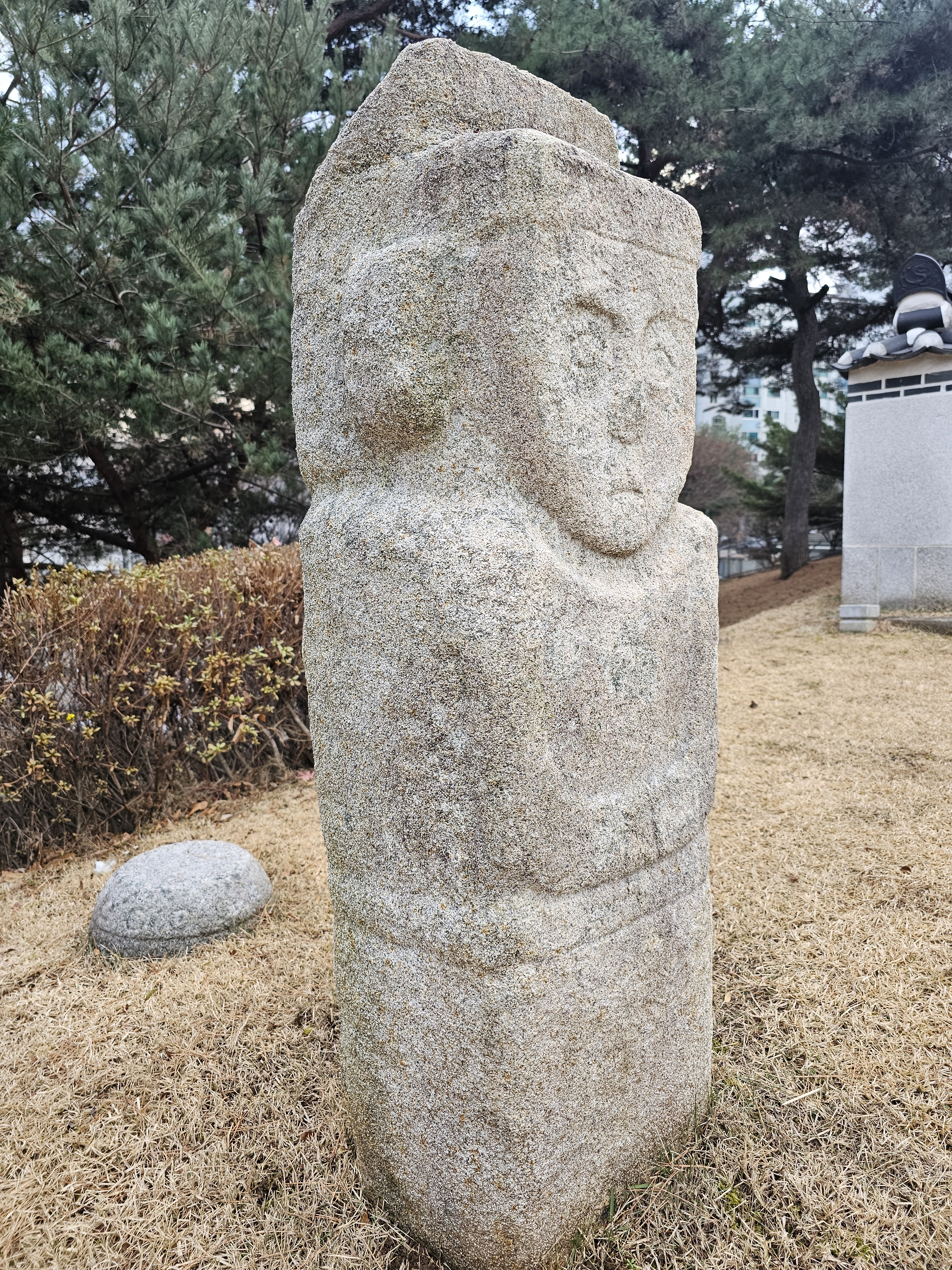
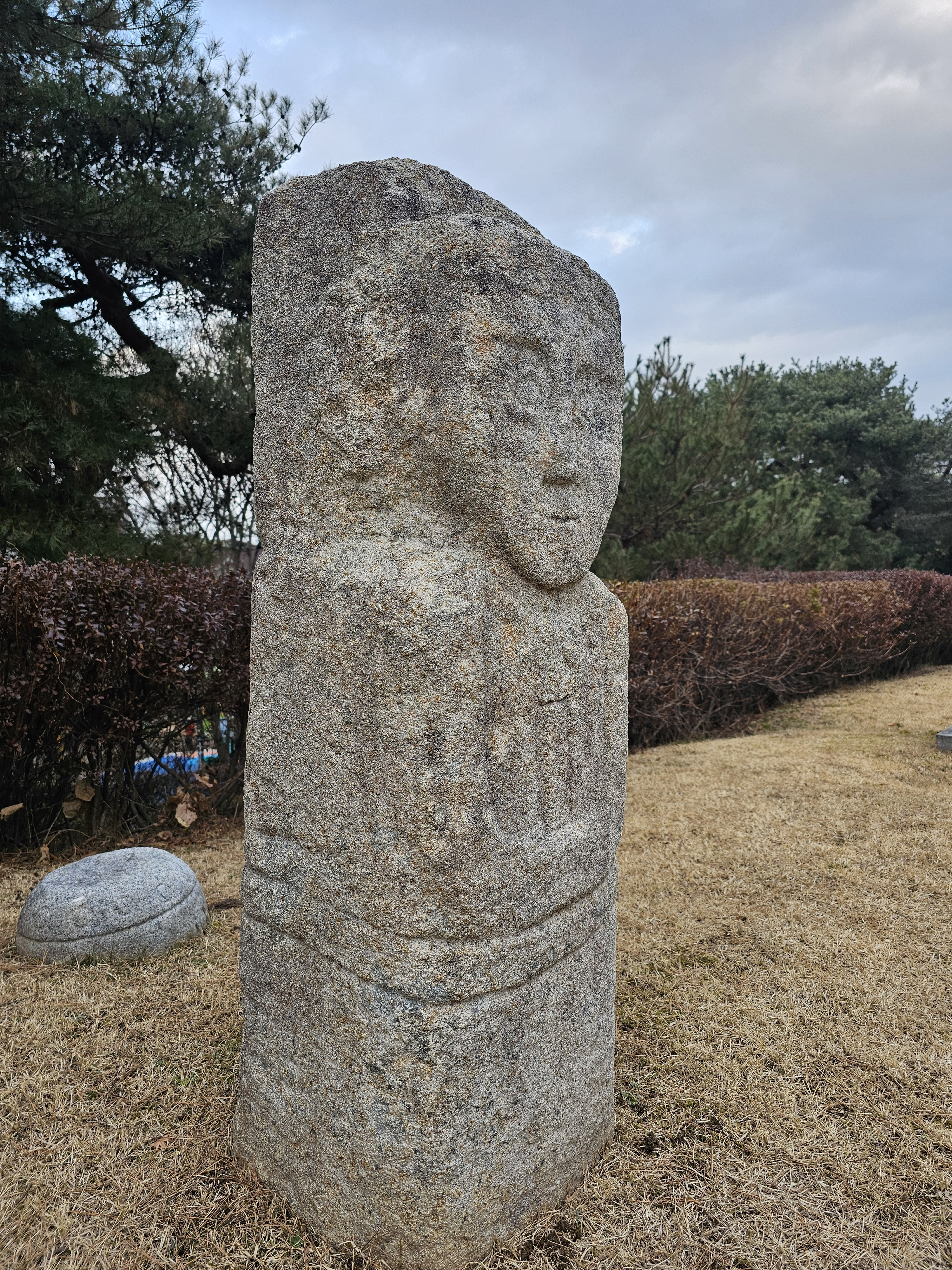
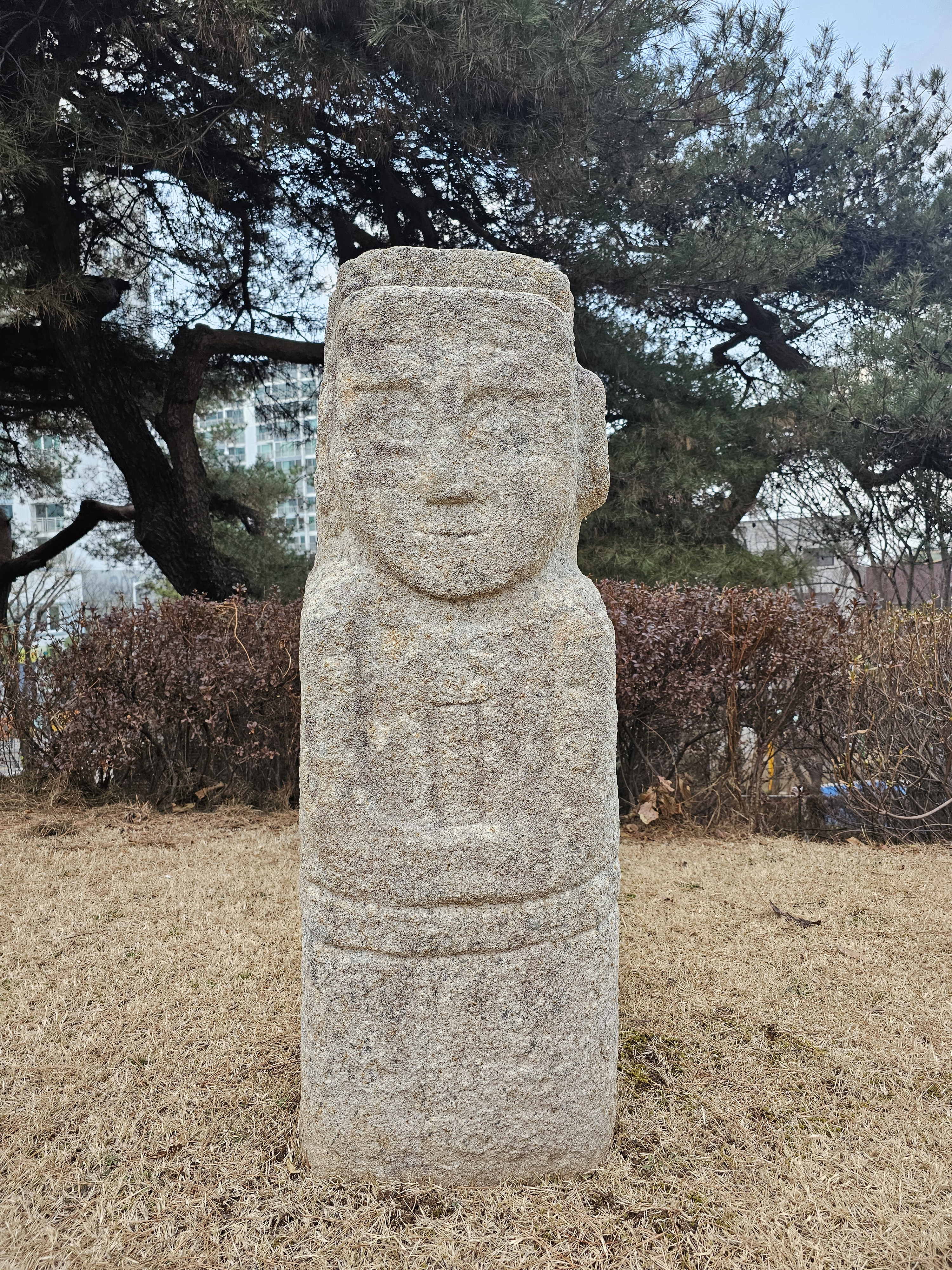
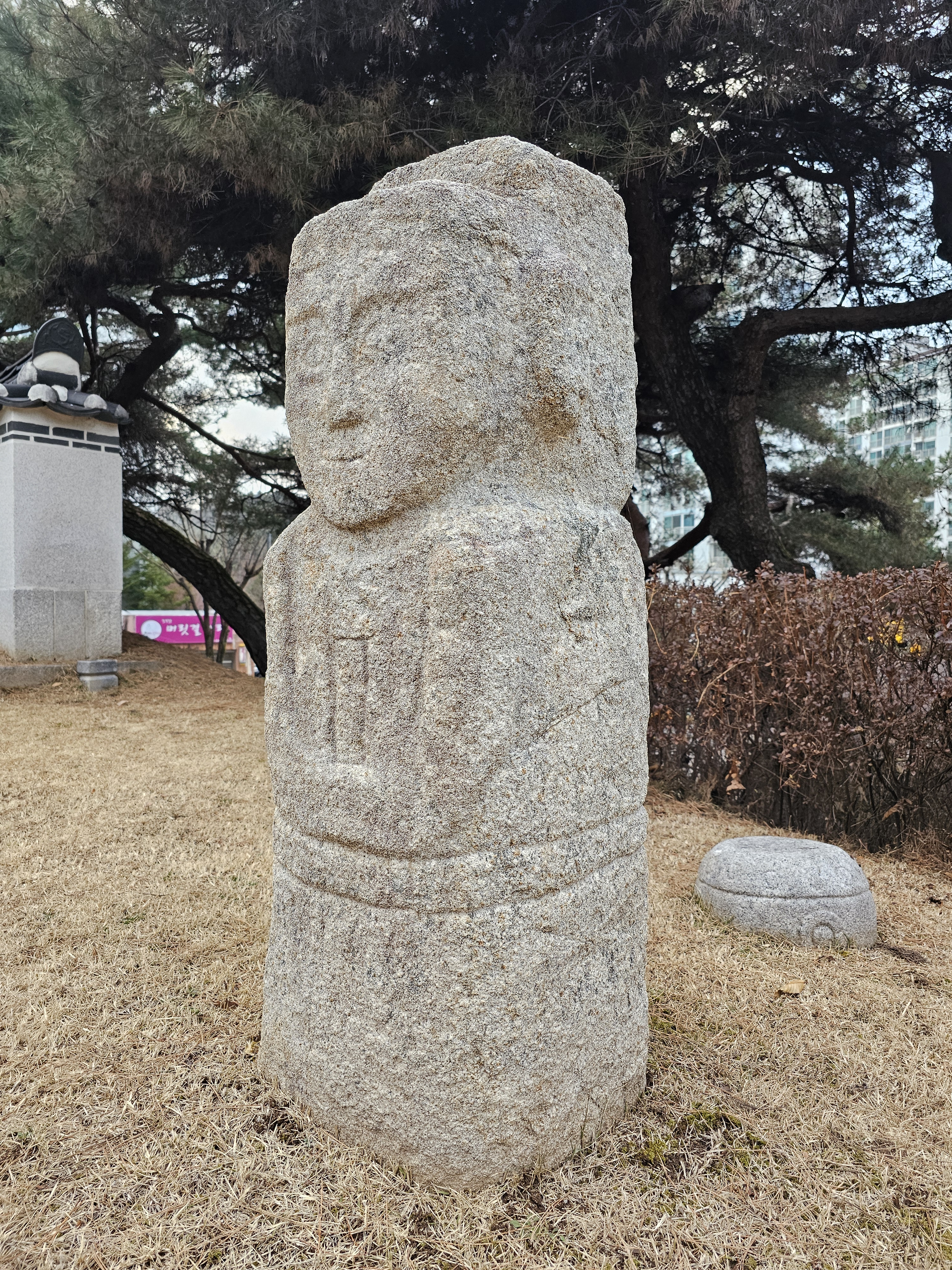
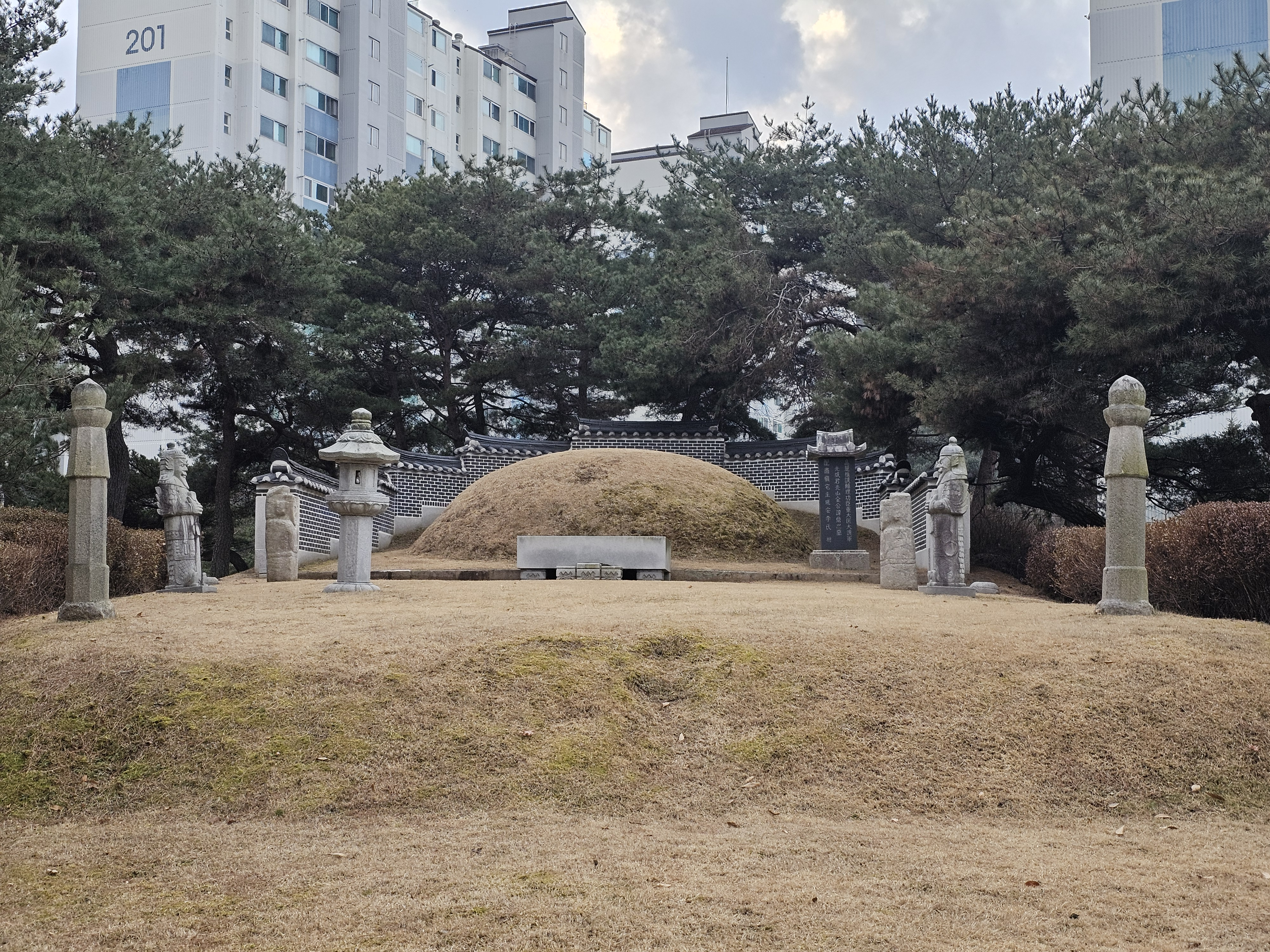

## 참고 문헌
- 춘천김정묘역문인석 - 국가유산청 국가유산포털